# Alto Alentejo

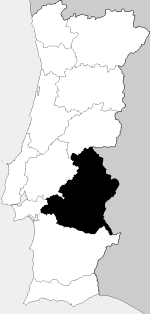
Alto Alentejo történelmi tartomány Portugáliában

Alto Alentejo egyike Portugália tíz történelmi tartományának (portugálul antiga província vagy região natural), az ország középső keleti részében. 

## Felosztása
A tartomány két kerületből (portugálul distrito) állt, amelyek 27 önkormányzatra (concelho) oszlottak: 
- Évora kerület: Alandroal, Arraiolos, Borba, Estremoz, Évora, Montemor-o-Novo, Mora, Mourão, Portel, Redondo, Reguengos de Monsaraz, Viana do Alentejo, Vila Viçosa.

- Portalegre: Alter do Chão, Arronches, Avis, Campo Maior, Castelo de Vide, Crato, Elvas, Fronteira, Gavião, Marvão, Monforte, Nisa, Portalegre, Sousel.